# Nahal Oz
Nahal Oz (en hebreu: נחל עוז) és un quibuts situat en el Districte Meridional d'Israel, a la part nord-oest del Desert del Nègueb, prop de la frontera amb la Franja de Gaza, i prop de les ciutats de Sederot i Netivot. El quibuts està sota jurisdicció del Consell Regional Shaar HaNéguev. El 2018, tenia una població de 404 habitants.

## Història
El 1951 es va fundar el quibuts com un assentament de la Brigada Nahal. El 1953 el quibuts es va convertir en una comunitat civil i el 1997 va començar la seva privatització.
L'agricultura del quibuts es basa en cultius, en una granja lletera i en una granja de pollastres. També té una fàbrica per a produir rosques i caragols, així com una empresa d'alta tecnologia.
El 22 d'agost de 2014, durant l'Operació Marge Protector, Daniel Treguerman -un nen de quatre anys habitant del quibuts- va ser assassinat per l'explosió d'un projectil de morter disparat des de la Franja de Gaza per la milícia de Hamàs.

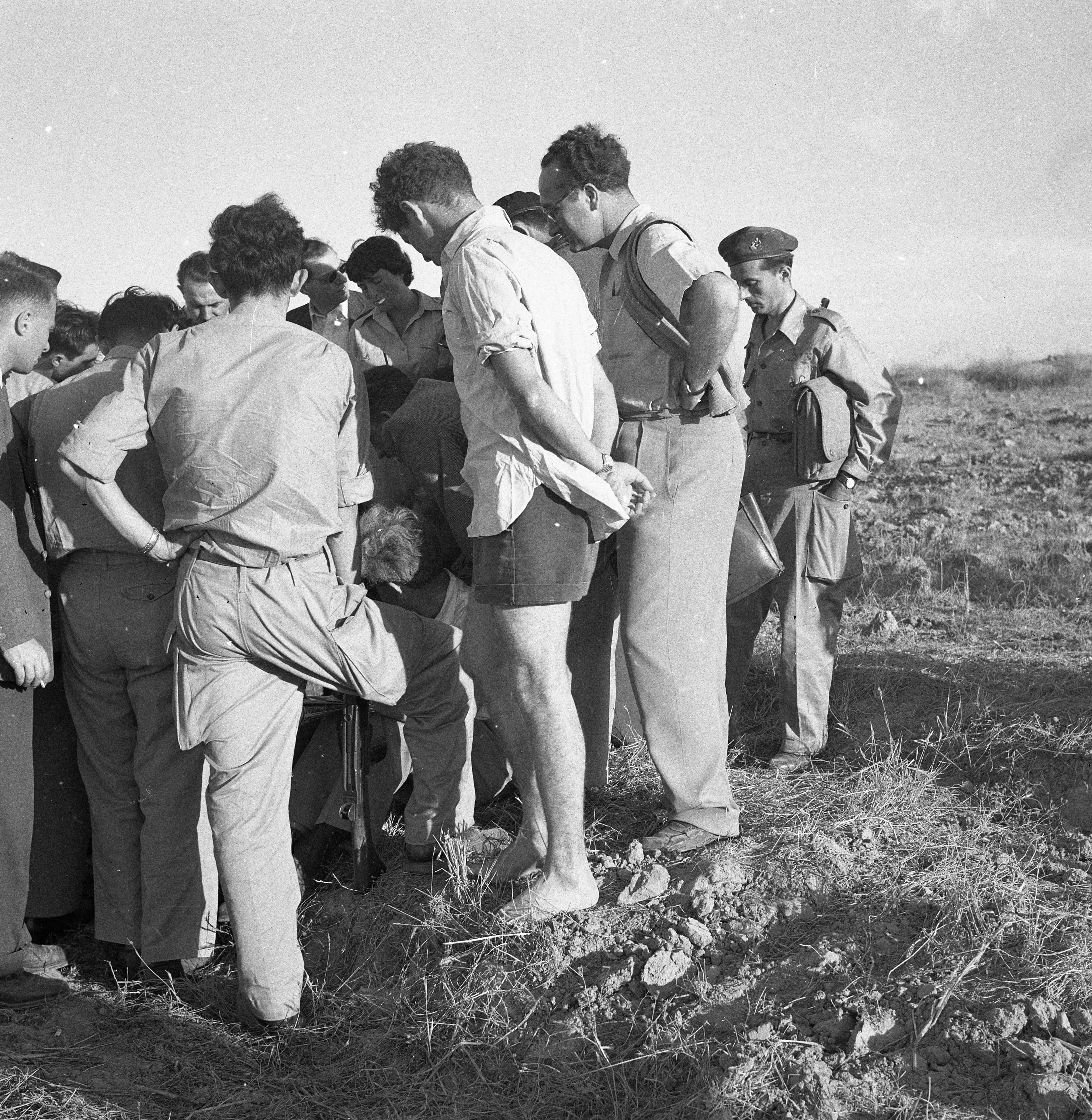
Residents de Nahal Oz i soldats el 2 de novembre de 1956 de l'arxiu Boris Karmi, la Biblioteca Nacional d'Israel

### Atac de la milícia de Hamàs
Durant l'atac de faccions armades properes a Hamàs del 7 d'octubre de 2023 s'estima que centenars de militants armats van entrar al qibuts, irrompre a les cases i disparar als residents. La localitat va ser ocupada per la guerrilla islamista durant 12 hores, fins que les Forces de Defensa d'Israel (FDI) van neutralitzar als militants i van recuperar el control del quibuts. Durant l'atac es va segrestar una família amb tres fills i se la van enportar a Gaza. El segrest va ser transmès en viu utilitzant el telèfon mòbil de la mare.